# Simon Garnier
Simon Garnier (né à Saint-Vallier-sur-Marne le 29 juillet 1765, mort à Vannes le 8 mai 1827), est un ecclésiastique qui fut évêque de Vannes  de 1826 à 1827.

## Biographie
Originaire de la région de Langres, il est élève du séminaire des Trente-trois; En 1785 il est chargé du catéchisme et des communions dans la paroisse de Saint-Jacques-du-Haut-Pas à Paris. Après son ordination Il devient le secrétaire de César-Guillaume de La Luzerne, évêque de Langres avec qui il émigre en Autriche pendant la Révolution française. Il revient en France après le Concordat de 1801 et devient chanoine du chapitre puis grand-vicaire de l'évêque Charles Mannay à Trèves. Il suit ce dernier dans le diocèse de Rennes et devient son premier grand-vicaire. Il est promu à l'évêché de Vannes en 1826 et confirmé le 2 octobre. Il tombe malade pendant l'hiver et meurt.

## Armes
Parti : d'azur  la croix tréflée d'or, et burelé d'or et de gueules de 10 pièces.